# Баниця
Ба́ниця (болг. баница) — болгарська національна страва, листковий пиріг із сиром або бринзою, який заливається яйцями та сметаною й запікається. Болгарські поселенці в Україні називають цей пиріг — міліна. Міліна традиційна у бесарабській та одеській кухнях. Набір знань та навичок, пов’язаних із приготуванням міліни внесено до Національного переліку елементів нематеріальної культурної спадщини України. 

## Історія
Міліну в Україні готують напередодні важливих родинних свят, весілля, хрестин, закладання нової будівлі, святкування нового року тощо. Походження страви пов’язують із болгарським народним переказом: «Коли Бог створював небо і землю, то земля (її уявляли у вигляді тонко розкачаного коржа) не вмістилася під небом (връшник» — кришкою). Тоді Творець притиснув її, і земля вкрилася складками, як баніца (пиріг). Так, згідно з уявленнями давніх болгар, з’явились гори й доли».
Міліна поширена в Україні в селах, де компактно проживають болгари, зокрема по всіх селах півдня Одеської області: Зоря, Делжилер, Кулевча, Делень, Кирнички, Василівка, Баннівка, Калчева.

## Склад та способи приготування
Можливі інгредієнти для начинки: сир, бринза, яйця, сметана, можуть додаватися фрукти чи ягоди. За типом обробки тіста розкачується качалкою до прозорості, або витяжна, коли тісто розтягують руками. А за способом укладання у форму для випікання буває «редена» (болг.) чи «покладена» (укладена рядами), або «вита» (болг.) — закручена.
Різновиди цієї страви — «тиквеник», «зелникєт» — печені борошняні вертути із додаванням сиру, яєць і топленого масла.